# Tuberenes
Tuberenes is een kevergeslacht uit de familie van de boktorren (Cerambycidae). De wetenschappelijke naam van het geslacht werd voor het eerst geldig gepubliceerd in 1978 door Breuning.

## Soorten
Tuberenes omvat de volgende soorten:
- Tuberenes minuta (Pic, 1925)
- Tuberenes robustipes (Pic, 1939)
- Tuberenes sikkimensis Breuning, 1978
- Tuberenes vietnamensis Breuning, 1972